# Ortsteile Aachens

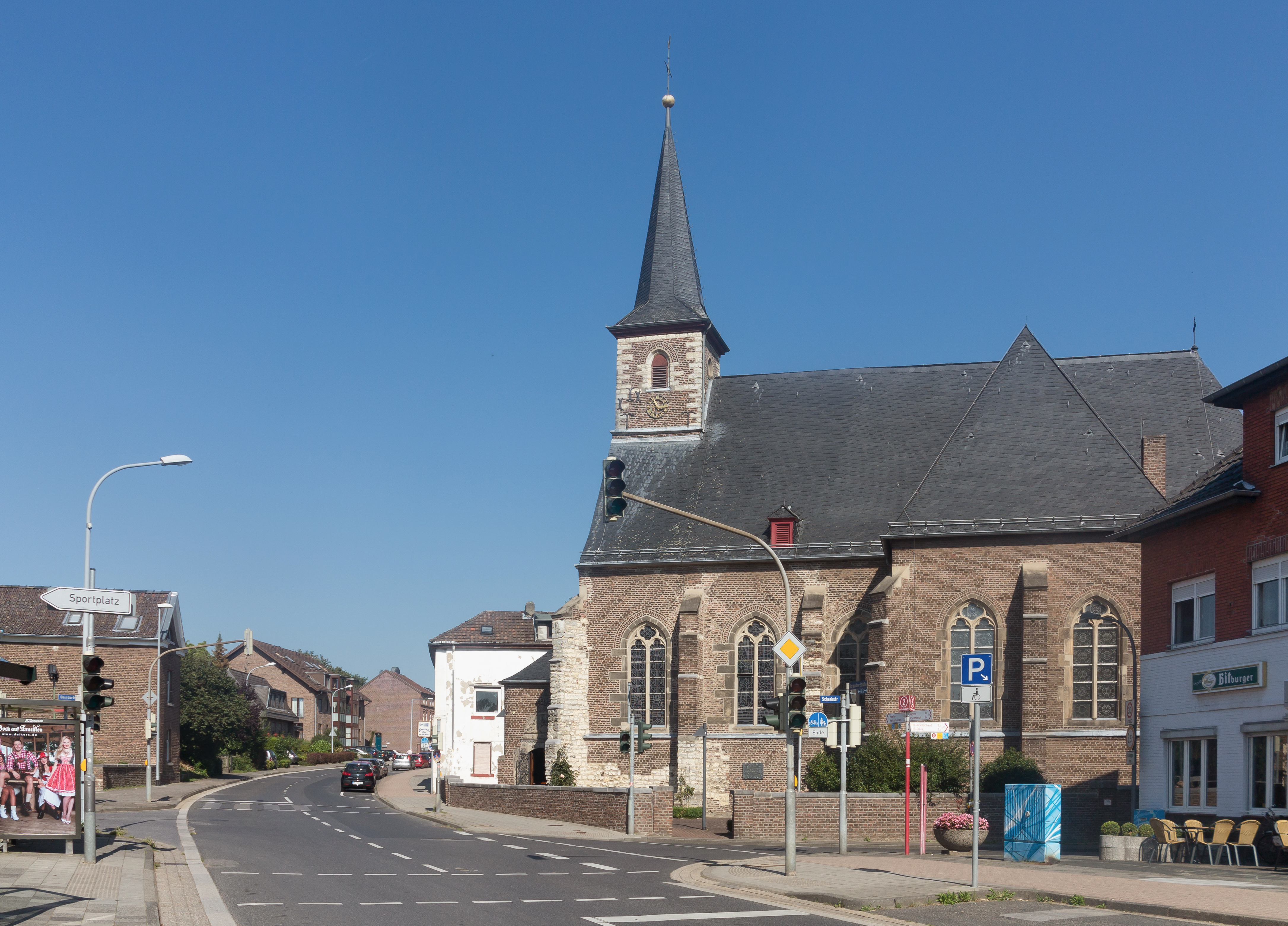
Horbach, einer der Ortsteile Aachens

Als Ortsteile Aachens gelten Stadtteile und -viertel, Ortschaften und Siedlungen, die heute auf dem Gebiet der Stadt Aachen liegen. Diese Ortsbezeichnungen für Ortsteile sind unabhängig von den amtlichen Stadtgliederungen Aachens in Stadtbezirke und statistische Bezirke oder in Gemarkungen. Sie spielen jedoch in den Raumvorstellungen in der Bevölkerung eine größere Bedeutung als beispielsweise die offiziellen statistischen Bezirke, die kaum bekannt sind.

## Übersicht

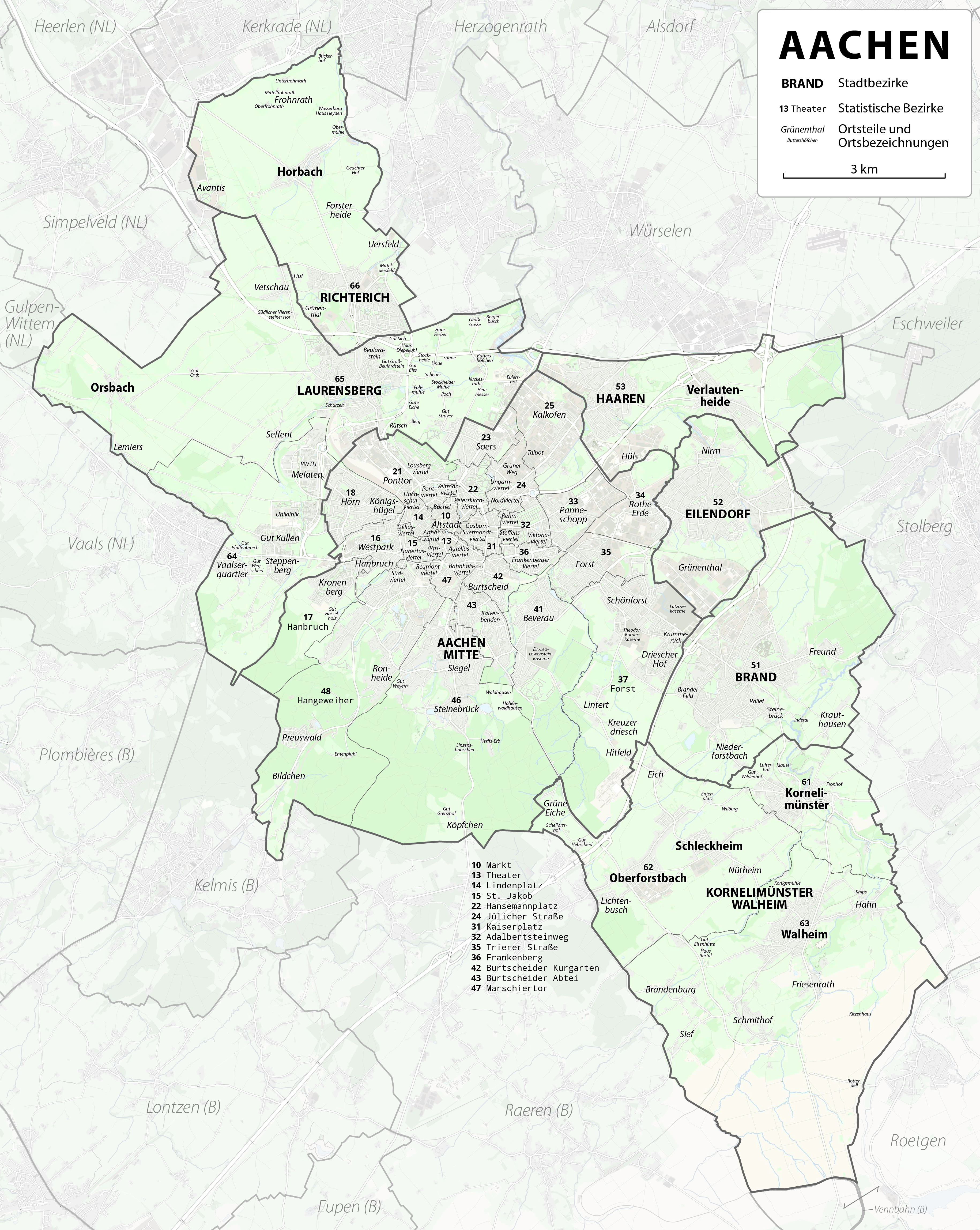
Stadtbezirke, statistische Bezirke und Ortsbezeichnungen Aachens

| Stadtbezirk            | Gemarkung      | Ortsbezeichnungen |
| ---------------------- | -------------- | --- |
| Aachen-Mitte           | Aachen         | Altstadt (mit Deliusviertel, Hubertusviertel, Pontviertel, Rosviertel), Bahnhofsviertel, Bildchen, Hanbruch (mit Kronenberg), Hörn, Königshügel, Köpfchen, Lousbergviertel, Nordviertel (mit Rehmviertel, Ungarnviertel), Ostviertel (mit Panneschopp), Preuswald, Aureliusviertel, Reumontviertel, Ronheide, Siegel, Soers, Steinebrück, Südviertel, Westviertel |
| Aachen-Mitte           | Burtscheid     | Beverau, Burtscheid (mit Kalverbenden), Frankenberger Viertel (mit Steffensviertel, Viktoriaviertel) |
| Aachen-Mitte           | Forst          | Driescher Hof, Forst, Hitfeld, Krummerück, Lintert, Rothe Erde, Schönforst |
| Brand                  | Brand          | Brand, Brander Feld, Freund, Krauthausen, Niederforstbach, Rollef |
| Eilendorf              | Eilendorf      | Eilendorf, Nirm |
| Haaren                 | Haaren         | Haaren, Hüls, Verlautenheide |
| Kornelimünster/Walheim | Kornelimünster | Bleihütte, Kornelimünster, Schlausermühle |
| Kornelimünster/Walheim | Walheim        | Eich, Friesenrath, Grüne Eiche, Hahn, Nütheim, Oberforstbach, Schleckheim, Schmithof, Walheim |
| Kornelimünster/Walheim | Lichtenbusch   | Am Kreuzchen, Lichtenbusch |
| Kornelimünster/Walheim | Sief           | Brandenburg, Mariental, Neuhaus, Orsbach, Sief |
| Laurensberg            | Laurensberg    | Beulardstein, Gut Kullen, Laurensberg, Lemiers, Melaten, Orsbach, Seffent, Soers, Steppenberg, Vaalserquartier, Vetschau |
| Richterich             | Richterich     | Forsterheide, Frohnrath, Grünenthal, Horbach, Huf, Richterich, Uersfeld |